# Ongojou (Komoren)
Ongojou ist eine Siedlung auf der Komoreninsel Anjouan im Indischen Ozean. 2016 hatte der Ort ca. 7529 Einwohner.

## Geografie
Der Ort liegt am Südzipfel von Anjouan bei Mrémani. Der Ort liegt zusammen mit Bandakouni am Hang des Ngoya Mbouzi, am Plateau de Mrémani
Eine Straße führt von dort nach Südosten nach Mirondoni und Komoni. Im Ort befindet sich die Moschee Bani-Israel.

## Klima
Nach dem Köppen-Geiger-System zeichnet sich Ongojou durch ein tropisches Klima mit der Kurzbezeichnung Am aus. Die Temperaturen sind das ganze Jahr über konstant und liegen zwischen 20 °C und 25 °C.